# Osztóösszeg-sorozat
A matematikában a valódiosztóösszeg-sorozat vagy röviden osztóösszeg-sorozat (aliquot sequence) olyan rekurzív sorozat, melynek minden tagja az előző tag valódi osztóinak összege. Formálisan, a k pozitív egésszel kezdődő osztóösszeg-sorozat az s valódiosztóösszeg-függvény segítségével így írható fel:
s0 = k
sn = s(sn−1).
Például a 10 osztóösszeg-sorozata 10, 8, 7, 1, 0 mivel:
s(10) = 5 + 2 + 1 = 8
s(8) = 4 + 2 + 1 = 7
s(7) = 1
s(1) = 0
Az osztóösszeg-sorozatok jelentős része 0-nál áll meg (A080907 sorozat az OEIS-ben); az összes ilyen sorozat eljut egy prímszámig, amit az 1 (mert a prímszámok egyetlen valódi osztója az 1), majd a 0 követ (mivel az 1-nek nincsenek valódi osztói). Több módon is megtörténhet azonban, hogy egy osztóösszeg-sorozat nem ér véget:
- A tökéletes számok osztóösszeg-sorozata 1 periódussal ismétlődik. Például a 6 osztóösszeg-sorozata: 6, 6, 6, 6, ...
- A barátságos számok osztóösszeg-sorozata 2 periódussal ismétlődik (osztóösszeg-kört – aliquot cycle – alkot). Például a 220 osztóösszeg-sorozata: 220, 284, 220, 284, ...
- A társas számok osztóösszeg-sorozata 3 vagy hosszabb periódussal ismétlődik. (Néha a „társas számok” definíciójába a barátságos számokat is beleértik.) Például az 1264460 osztóösszeg-sorozata 1264460, 1547860, 1727636, 1305184, 1264460, ...
- Vannak olyan számok, melyek osztóösszeg-sorozata végül periodikussá válik, de maga a szám nem tartozik sem a tökéletes, sem a barátságos, sem a társas számok közé. Például a 95-höz tartozó osztóösszeg-sorozat: 95, 25, 6, 6, 6, 6, ... . Az olyan számokat, melyek nem tökéletesek, de osztóösszeg-sorozatuk végül 1 periódussal ismétlődik, törekvő számoknak nevezik. ( A063769).
- Az érinthetetlen számok nincsenek benne az s(n) értékkészletében, tehát az osztóösszeg-sorozat első tagjaként fordulnak csak elő.

Az n-nel kezdődő osztóösszeg-sorozatok hosszúsága:
1, 2, 2, 3, 2, 1, 2, 3, 4, 4, 2, 7, 2, 5, 5, 6, 2, 4, 2, 7, 3, 6, 2, 5, 1, 7, 3, 1, 2, 15, 2, 3, 6, 8, 3, 4, 2, 7, 3, 4, 2, 14, 2, 5, 7, 8, 2, 6, 4, 3, ... (A044050 sorozat az OEIS-ben)
Az n-nel kezdődő osztóösszeg-sorozatok utolsó tagja (az 1 előtt megállítva):
1, 2, 3, 3, 5, 6, 7, 7, 3, 7, 11, 3, 13, 7, 3, 3, 17, 11, 19, 7, 11, 7, 23, 17, 6, 3, 13, 28, 29, 3, 31, 31, 3, 7, 13, 17, 37, 7, 17, 43, 41, 3, 43, 43, 3, 3, 47, 41, 7, 43, ... (A115350 sorozat az OEIS-ben)
Számok, melyek osztóösszeg-sorozata 1-gyel végződik:
1, 2, 3, 4, 5, 7, 8, 9, 10, 11, 12, 13, 14, 15, 16, 17, 18, 19, 20, 21, 22, 23, 24, 26, 27, 29, 30, 31, 32, 33, 34, 35, 36, 37, 38, 39, 40, 41, 42, 43, 44, 45, 46, 47, 48, 49, 50, ... (A080907 sorozat az OEIS-ben)
Számok, melyek osztóösszeg-sorozata tökéletes számban végződik (törekvő számok):
25, 95, 119, 143, 417, 445, 565, 608, 650, 652, 675, 685, 783, 790, 909, 913, ... (A063769 sorozat az OEIS-ben)
Legalább 2 hosszúságú periódusban végződő osztóösszeg-sorozatú számok:
220, 284, 562, 1064, 1184, 1188, 1210, 1308, 1336, 1380, 1420, 1490, 1604, 1690, 1692, 1772, 1816, 1898, 2008, 2122, 2152, 2172, 2362, ... (A121507 sorozat az OEIS-ben)
Számok, melyek osztóösszeg-sorozatáról nem ismert, hogy véges, vagy periodikus-e:
276, 306, 396, 552, 564, 660, 696, 780, 828, 888, 966, 996, 1074, 1086, 1098, 1104, 1134, 1218, 1302, 1314, 1320, 1338, 1350, 1356, 1392, 1398, 1410, 1464, 1476, 1488, ... (A131884 sorozat az OEIS-ben)
Catalan egyik fontos, a valódiosztóösszeg-sorozatokkal kapcsolatos sejtése, hogy mindegyik sorozat a fentiekben felsorolt valamelyik módon végződik – prímszámmal, tökéletes számmal, barátságos vagy szociábilis számok periodikus sorozatával. Az alternatíva az lenne, ha létezne olyan szám, melynek osztóösszeg-sorozata végtelen, de aperiodikus. Bármelyik szám ilyen lehet, melynek osztóösszeg-sorozatát még nem sikerült teljesen meghatározni. Az első 5 ilyen számot a Lehmer five-nak nevezik (Dick Lehmerről): 276, 552, 564, 660 és 966.
2015 áprilisi adat szerint a 100 000-nél kisebb számok közül 898-nak nem volt ismert a teljes sorozata, az 1 000 000-nál kisebb számok közül pedig 9190-nek.